# Saint-Zacharie
 Saint-Zacharie  es una población y comuna francesa, que se encuentra en la región de Provenza-Alpes-Costa Azul, departamento de Var, en el distrito de Brignoles y cantón de Saint-Maximin-la-Sainte-Baume.

## Demografía
| 1358 | 1499 | 1532 | 2206 | 3224 | 4184 |
| Para los censos de 1962 a 1999 la población legal corresponde a la población sin duplicidades (Fuente: INSEE [Consultar]) |      |      |      |      |      |